# 徐宗孺
徐宗孺（？—？），号南高，浙江紹興府上虞县人，軍籍。明朝政治人物。

## 生平
萬曆四十三年（1615年）乙卯科順天鄉試舉人，四十四年（1616年）中丙辰科進士，任河南陳州知州，崇教化，敦風俗，政尚寬厚，守務廉潔。簿書之暇，集州中紳士講學于先儒書院，闡釋二程教澤，洗發春秋經傳旨，竟日勿倦。三載，刑清訟簡，文教蔚興，州人思之勿諼。升工部员外郎，在任內去世

## 家族
父徐隣，萬曆十年（1582）举人。弟徐人龍，同科進士。